# Ferrovia Langenthal-Huttwil
La ferrovia Langenthal-Huttwil è una linea ferroviaria a scartamento normale della Svizzera.

## Storia
Gli anni Settanta del XIX secolo videro una elevata concentrazione di progetti ferroviari attorno a Langenthal, servita sin dal 1857 dalla ferrovia Olten-Berna:
- la cosiddetta Wasserfallenbahn (Liestal-Soletta);
- una linea Langenthal-Wauwil;
- la Jura-Gotthard-Bahn (Delémont-Oensingen-Langenthal-Huttwil-Wolhusen-Lucerna);
- la linea Zofingen-Langenthal-Herzogenbuchsee-Lyss (progetto della Schweizerische Nationalbahn);
- una linea Langenthal-Huttwil.

Tali progetti rimasero sulla carta, a seguito del crac della Nationalbahn e della crisi ferroviaria che ne conseguì; solo nel decennio successivo si ricominciò a parlare di una ferrovia tra Langenthal e Huttwil. Ottenuta nel 1884 la concessione federale, a fine 1887 si costituì ad Huttwil la società Eisenbahngesellschaft Langenthal-Huttwil (LHB) per la costruzione e l'esercizio della linea. La linea aprì il 1º novembre 1889; il 9 maggio 1895 aprì la sua prosecuzione da Huttwil a Wolhusen, concessa alla Eisenbahngesellschaft Huttwil-Wolhusen (HWB), con la quale si creava un collegamento tra le linee Olten-Berna e Berna-Lucerna, e la cui direzione era assunta dalla LHB. Con il passare degli anni la LHB acquisì la proprietà o l'esercizio di altre linee facenti capo ad Huttwil: nel 1908 acquisì l'esercizio della ferrovia Ramsei-Sumiswald-Huttwil, concessa alla società Ramsei-Sumiswald-Huttwil-Bahn (RSHB), e nel 1927 assorbì la Huttwil-Eriswil-Bahn (HEB), concessionaria dell'omonima linea.
Il 21 dicembre 1944 si costituì ad Huttwil la società Vereinigte Huttwil-Bahnen (VHB), dalla fusione di LHB, HWB e RSHB. La fusione si era resa necessaria a seguito delle difficoltà finanziarie delle tre società: la Confederazione intervenne con un aiuto di 4 milioni di franchi a condizione di una fusione tra di esse (come previsto dalla legge federale del 1939 sull'aiuto alle ferrovie). Sin dalle origini la VHB condivideva la direzione con altre due società ferroviarie, Emmental-Burgdorf-Thun-Bahn (EBT) e Solothurn-Münster-Bahn (SMB). Sotto la nuova gestione la VHB elettrificò le sue linee ferroviarie: l'8 luglio 1945 venne inaugurata la trazione elettrica tra Langenthal e Huttwil, entrata in servizio il giorno successivo.
Il 29 aprile 1997 (con effetto retroattivo al 1º gennaio) EBT, SMB e VHB si fusero nella Regionalverkehr Mittelland (RM). Con contratto di fusione del 12 giugno 2006 (con effetto retroattivo al 1º gennaio) la RM si è fusa con la BLS Lötschbergbahn nella società BLS AG.

## Caratteristiche
La linea, a scartamento normale, è lunga 14,09 km. La linea è elettrificata a corrente alternata monofase con la tensione di 15000 V alla frequenza di 16,7 Hz; la pendenza massima è del 21 per mille. È a doppio binario tra Madiswil e Lindenholz.

### Percorso
|  | Continuation backward |

| Unknown route-map component "CONTgq" | Unknown route-map component "STR+r" | Straight track |  |

| End station | Station on track |

| Unknown route-map component "CONTgq" | Unknown route-map component "ABZgr" |

|  | Station on track |

|  | Station on track |

|  | Unknown route-map component "hKRZWae" |

|  | Stop on track |

|  | Station on track |

|  | Stop on track |

|  | Station on track |

|  | Station on track |

|  | Unknown route-map component "ABZgr" |

| Unknown route-map component "CONTgq" | Unknown route-map component "ABZg+r" |

|  | Station on track |

| Unknown route-map component "exCONTgq" | Unknown route-map component "eABZgr" |

|  | Continuation forward |

La linea parte dalla stazione di Langenthal, sulla ferrovia Olten-Berna; di lì si dirige verso sud, correndo parallela alla strada principale 244, toccando Lotzwil, Gutenburg, Madiswil, Leimiswil, Kleindietwil e Rohrbach prima di raggiungere il nodo ferroviario di Huttwil, comune alle linee per Ramsei e per Wolhusen.